# St. Urban, Steindorf am Ossiacher See
St. Urban je naselje v Občini Steindorf am Ossiacher See v Okraju Trg na Koroškem v Avstriji.